# Sowiecka Formuła Easter
Sowiecka Formuła Easter – cykl wyścigów samochodowych rozgrywanych w ZSRR według przepisów Formuły Easter.

## Mistrzowie
| Sezon | Mistrz                   | Zespół           | Samochód             |
| ----- | ------------------------ | ---------------- | -------------------- |
| 1977  | Toomas Napa              | Jõud Tallinn     | Estonia 18M-Łada     |
| 1978  | Raul Sarap               | Kalev Tallinn    | Estonia 19M-Łada     |
| 1979  | Aleksandr Miedwiedczenko | DOSAAF Kijów     | Estonia 19-Łada      |
| 1980  | Aleksandr Miedwiedczenko | DOSAAF Kijów     | Estonia 19-Łada      |
| 1981  | Aleksandr Miedwiedczenko | DOSAAF Kijów     | Estonia 20-Łada      |
| 1982  | Aleksandr Miedwiedczenko | DOSAAF Kijów     | Estonia 20-Łada      |
| 1983  | Edgard Lindgren          | DOSAAF Moskwa    | Estonia-MADI 03-Łada |
| 1984  | Aleksandr Ponomariew     | DOSAAF Togliatti | Estonia 20-Łada      |
| 1985  | Wiktor Kozankow          | Spartak Moskwa   | Estonia 20-Łada      |
| 1986  | Toomas Napa              | Jõud Tallinn     | Estonia 21.10-Łada   |
| 1987  | Wiktor Kozankow          | DOSAAF Moskwa    | Estonia 21M-Łada     |
| 1988  | Toivo Asmer              | DOSAAF Tallinn   | Estonia 21.10-Łada   |
| 1989  | Mart Kongo               | DOSAAF Tallinn   | Estonia 21.10-Łada   |
| 1990  | Aleksiej Warawin         | DOSAAF Kijów     | Estonia 21.10-Łada   |
| 1991  | Rain Pilve               | Kalev Tallinn    | Estonia 21.10-Łada   |